# Cecilioides poupillieri
Cecilioides poupillieri is een slakkensoort uit de familie van de Ferussaciidae. De wetenschappelijke naam van de soort is voor het eerst geldig gepubliceerd in 1880 door Servain.